# Hal Robson
Hal Robson (Mount Dennis, Ontario, 16 augustus 1911 - San Bernardino, Californië, Verenigde Staten, 2 juli 1996) was een Canadees autocoureur. Hij was de broer van George Robson, die in 1946 de Indianapolis 500 won. Hal schreef zich ook viermaal in voor deze race. In 1946, 1947 en 1948 haalde hij de finish niet, in de editie van 1953, die ook onderdeel was van het Formule 1-kampioenschap, wist hij zich niet te kwalificeren.